# 肉筆浮世絵
肉筆浮世絵（にくひつうきよえ）とは、江戸時代に成立した浮世絵のジャンルのひとつ。通常、一般的に錦絵と呼ばれる浮世絵版画と区別して、浮世絵師が自らの筆で直接絵絹や紙に描いた浮世絵を指す美術用語である。屏風絵、絵巻、画帖、掛物絵、扇絵、絵馬に分けられる。

## 概説
「肉筆（画）」とは、いわゆる絵画（Painting）を指す言葉である。絵であるからには筆で描くのは当然であるが、筆の頭に「肉」をつけて「肉筆画」と呼ぶ。「浮世絵」とは、「今現在の風俗画」と言う意味で、版画（Print）や絵画も含んだ用語であった。しかし後世、欧米での浮世絵版画の高評価が逆輸入されると、浮世絵といえば版画を指すのが一般化してしまい、浮世絵版画との区別をより明確にするために肉筆浮世絵という語が必要となった。よって肉筆浮世絵は、決して浮世絵版画の下絵や原画では無く、また版画の上に筆で彩色した絵でも無い。
もともと浮世絵師が描く絵画作品に「肉筆」の語を当てるのは、江戸時代当時から行われていた。他方、江戸時代当時まだ「版画」という語ではなく、肉筆の対義語としては「錦絵」や「紅絵」などの用語が用いられた。ところが、明治以降美術という概念が日本にもたらされ、既存の用語が西洋の概念を反映した別の述語に置き換わっていく中で、浮世絵の中でも上位の重要用語である「肉筆」という用語は、変わらず使われ続けた。こうした事情や、浮世絵といえば版画のことを指すという刷り込みから、現在ではやや馴染みが薄い言葉であるが、浮世絵版画よりも歴史は古く、浮世絵を語る上で欠かすことの出来ないジャンルと言える。

## 歴史
古代より、月次絵や名所絵、絵巻物などの添景として現実の風俗は描かれてきた。しかし、現実の中で生きる人間に焦点を絞って描かれ始めるのは、16世紀初めの洛中洛外図あたりからである。時代が下るにつれて、洛中洛外図のモチーフの中から、個々の遊びに興じる人々をクローズアップする作品が登場してくる。狩野秀頼「高雄観楓図屏風」や、狩野長信「花下遊楽図屏風」が代表的な作品である。いずれも狩野派正系の絵師であり、無落款が多い近世初期風俗画でも狩野派の絵師の関与が想定される。
一般にこうした近世初期風俗画の成立が、浮世絵の誕生の契機となったとされ、特に初期肉筆浮世絵と呼ぶこともある。その成立には岩佐又兵衛が大きく関与したと考えられる。制作地は京阪で、障壁画が多い。代表的作品として「彦根屏風」や「相応寺屏風」、「本多平八郎姿絵屏風」などが挙げられる。（1615年（元和元年）頃 - 1680年（延宝8年）頃）にかけて江戸に移行したものを肉筆浮世絵と呼び、初期肉筆浮世絵とは別の概念とされる。この肉筆浮世絵は、形式上、屏風絵、絵巻、画帖、掛物絵（掛幅・掛軸）、扇絵、絵馬の6種類に分類される。床の間での鑑賞という制約のもとに描かれた掛幅が圧倒的に多い。特に寛文年間を中心に流行した、一人立ちの遊女や美人を描く「寛文美人図」は、後の浮世絵美人画にも直接影響を与えていく。
版画が浮世絵の主要な表現手段となった菱川師宣以降においても、大半の浮世絵師は版画を創作する一方で肉筆画をも制作した。寛文12年（1672年）から元禄2年（1689年）に描かれた、菱川師宣の「北楼及び演劇図巻」（東京国立博物館所蔵）が肉筆浮世絵の初期における代表例である。浮世絵師の中には、宝永7年（1710年）から正徳4年（1714年）頃に活躍した懐月堂安度やその門人たち、宮川長春のように、版画に興味を示さず生涯肉筆画を専門として真価を発揮した絵師も存在した。特に宮川長春は肉筆画の優位を信じ、門下の宮川長亀、宮川一笑、宮川春水などとともに肉筆画専門の一派を形成している。
多色刷りが一般化し、版画の重要性が増しても、浮世絵師たちは肉筆画を描き続けた。これは、肉筆画は一点物という性格から、画料を高く設定出来る事や、版画の下絵（版下絵）を描く「画工」より、肉筆画を制作する「本絵師」の方が社会的地位が高かったためだと考えられる。江戸時代後期に入ると、若い時には浮世絵版画で名声を確立した絵師が、長じると肉筆専門に転じる例が多い。肉筆浮世絵を得意とした絵師として、宮川長春の他、勝川春章、歌川豊春、歌川豊広、喜多川歌麿、鳥文斎栄之、葛飾北斎などである。
幕末以降、主に肉筆浮世絵を描いたのは、河鍋暁斎及びその門人たち、楊洲周延、尾形月耕、水野年方らであった。浮世絵の肉筆画に精進した年方は23、4歳の頃、日本青年画共進会に作品を出品し、これが認められると日本美術協会、日本美術院、日本画会にも日本画を出品、日本絵画史上に地位を確保、文展などに狩野派系、土佐派系、文人画系、四条派系などの画家に伍して入選を果たし、浮世絵が画檀的地位に初めて就くことができたのであった。こうして浮世絵師は、町絵師や画工と呼ばれる職人から芸術家へと時代とともに変化していった。年方はまた、弟子として鏑木清方を育てて、歌川派の流れを次の世代へと送った。その清方の弟子に伊東深水がおり、さらに深水の弟子に岩田専太郎や立石春美らがいる。

## 特徴
主要な題材は、遊里や芝居町の風俗の他、江戸町人の日常生活の諸相、物語や歴史的故事から風景、花鳥にまで、広範に及んでいた。主として当時の富裕層からの需めに応じて描いた一点制作で、絵師が絵筆で描き色彩を施した作品であり、誰でも買えるものではない高価なものであった。但し注意を要する点は、懐月堂派に顕著に見られるように量産品とみられる作例も散見され、オーダーメイドでも弟子を動員した工房制作による量産が普通に行われた。そのため、正しい落款や印章が備わっていても、先述のような大家自身による作画とは直ちには認められない作品も少なくない。
分業で制作された版画に比べて、肉筆画は個々の絵師の感性や技量を直接に鑑賞することができる。しかし安価で大量生産が可能であった版画と違い、肉筆画は制作数が少なく、鑑賞する機会は限られる。ただし、浮世絵版画の過半は国外に流出した反面、肉筆浮世絵は高価で大切にされたこともあり、比較的日本国内に逗まっている。肉筆浮世絵を体系的に収蔵している美術館としては、東京国立博物館、浮世絵太田記念美術館、出光美術館、MOA美術館、千葉市美術館、ニューオータニ美術館、奈良県立美術館、ボストン美術館、大英博物館、フリーア美術館などが挙げられる。近年は国内外の研究者により、ボストン美術館コレクションの調査研究が行われ、また、重要文化財に指定されるなど、肉筆浮世絵の評価が高まってきている。